# Shikla
La shikla ou shakila (arabe : شكيلة), aussi connue sous le nom d'alama (arabe : علامة, soit « insigne ») est une pièce de vêtement que les Juifs de Tunisie sont tenus de porter pour les distinguer des autres habitants, entre l'installation des Almohades à la fin du XIIe siècle et le milieu du XIXe siècle.

## Linguistique
Shikla comme alama signifient « marque, signe, distinction ».
Les porteurs de la shikla sont les shakliyyan.
L'appellation shikla est à l'origine du nom de famille juif Bou Shikla, qui signifie « celui qui porte une shikla ».

## Histoire
Avec l'arrivée des Hilaliens à Kairouan au XIIe siècle, les Juifs de Tunisie commencent à subir des discrimination et de l'intolérance de la part des nouveaux souverains. Pour ces derniers, les Juifs et les chrétiens ont bénéficié de beaucoup de droits sous le règne des Fatimides, chose qu'ils ne peuvent pas accepter et continuer à appliquer. Ils se basent pour ce faire sur un hadith qui précise que les gens du Livre (ahl al-kitâb, soit les Juifs et les chrétiens) ne bénéficient de la liberté de culte accordée par le prophète Mahomet que pour une période de 500 ans après l'hégire, ce qui coïncide avec l'année 1107, date d'apparition du Messie selon ce que les Juifs de Médine auraient promis au prophète. Cette date étant dépassée il y a longtemps au moment de l'installation des Almohades en Ifriqiya, ces derniers estiment qu'il n'y a plus de raison pour garder ces privilèges accordés aux dhimmis.
Parmi les nombreuses obligations que les Juifs doivent subir, figure l'obligation de porter la shikla, selon un ordre du calife almohade Abu Yusuf Yaqub al-Mansur donné en 1198, afin que les autres puissent les distinguer au sein de la population, alors que beaucoup de lieux, métiers et événements leur sont interdits. Même les Juifs qui ont accepté de se convertir à l'islam sont obligés de porter cet habit distinctif.
Les Juifs continuent de porter la shikla en Tunisie jusqu'à la mise en place et à l'exécution du Pacte fondamental (qui supprime le statut de dhimmi) selon un décret de Mohammed Bey, daté du 14 septembre 1858 ; il abolit non seulement son port mais leur accorde aussi le droit de porter la chéchia rouge comme le reste des Tunisiens, alors qu'auparavant, ils ne pouvaient porter qu'une calotte noire. Ibn Abi Dhiaf commente cette décision en écrivant : « La prescription d'une tenue spécifique pour les gens de la dhimma n'a rien à voir avec les fondements de la religion. Le prophète n'a jamais changé la tenue des Juifs de Médine ».

## Description

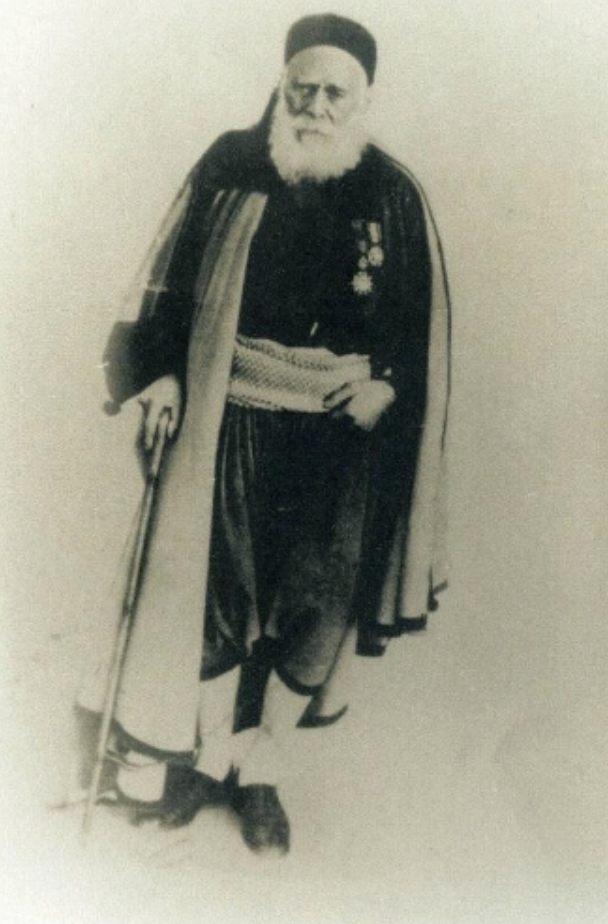
Haïm Bellaïche (1861-1947), grand-rabbin de Tunisie, qui porte un bonnet noir.

Les exigences pour la shikla varient avec les différentes dynasties qui règnent sur la Tunisie. Le but principal est de distinguer, voire d'humilier les Juifs dans l'espace public.
Sous le règne des Almohades, il s'agit principalement de teindre le bout du turban en jaune. Les Juifs convertis doivent quant à eux porter plutôt une longue tunique de couleur bleu foncé, avec des manches si larges qu'elles tombent jusqu'aux pieds, et une calotte à la place du turban.
Durant l'époque ottomane, les Juifs autochtones (Twansa) mettent des bonnets noirs alors que les Granas préfèrent les couvre-chefs européens, évitant par cela d'être confondus avec les autochtones. 